# Isa para sa lahat, lahat para sa isa
Isa para sa lahat, lahat para sa isa è un film del 1979 diretto da Armando A. Herrera e interpretato dai fratelli Fernando, Andy, Conrad e Frederick Poe.

## Produzione
Il film, diretto da Armando A. Herrera, fu prodotto da Fernando Poe Jr. per la  FPJ Productions.

## Distribuzione
Isa para sa lahat, lahat para sa isa è stato distribuito nel circuito cinematografico filippino il 23 febbraio 1979.